# Corispermum mongolicum
Corispermum mongolicum är en amarantväxtart som beskrevs av Modest Mikhaĭlovich Iljin. Corispermum mongolicum ingår i släktet lusfrön, och familjen amarantväxter. Inga underarter finns listade i Catalogue of Life.